# Nicola Genzianella
Nicola Genzianella (Milán, Italia, 15 de enero de 1967) es un dibujante de cómic italiano.

## Biografía
Se graduó en la "Scuola del Fumetto" de Milán en 1989, teniendo como docentes a Aldo Di Gennaro, Angelo Stano y Giampiero Casertano. En 1990, debutó como historietista en las páginas de Zona X de la editorial Bonelli. Al mismo tiempo, fue autor de jeroglíficos y breves historias policíacas.
Desde 1994 a 1997 colaboró con la revista L'Intrepido, realizando las series I Crononauti y No exit. Al mismo tiempo, dibujó un episodio de Storia dell'umanità a fumetti, editado por De Agostini. Posteriormente, ilustró las adaptaciones en historietas (a manos de Carlo Pedrocchi) de algunos relatos de Guy de Maupassant y Jack London, publicados por Xenia en la colección Capolavori del mistero. Para Il Giornalino dibujó Jobhel.
En 1998, volvió a trabajar para la Bonelli, dibujando varios episodios de Dampyr y uno de Tex. A partir de 2006 inició una colaboración con la editorial belga Dupuis, para la que realizó el segundo álbum de la serie Bunker, con guion de Christophe Bec y Stephan Betbeder. En 2015 ilustró The Noise, escrito por Pietro Gandolfi para la editorial Ora Pro Comics.